# Gran Premio motociclistico di Gran Bretagna 1979
Il Gran Premio motociclistico di Gran Bretagna fu l'undicesimo appuntamento del motomondiale 1979.
Si svolse il 12 agosto 1979 sul circuito di Silverstone, e corsero tutte le classi tranne la 50.
Nelle prove della 500 esordì la rivoluzionaria Honda NR 500 quattro tempi a pistoni ovali e otto valvole per cilindro: affidata a Takazumi Katayama e Mick Grant, la moto non brillò né in prova (Katayama 38º, Grant 45º) né in gara (Grant cadde dopo solo 200 metri, mentre Katayama si ritirò dopo tre giri). In gara Virginio Ferrari partì bene, ma fu sorpassato prima da Wil Hartog e poi da Kenny Roberts. A vincere fu lo statunitense in volata su Barry Sheene; quarto Ferrari, che vedeva il titolo mondiale quasi nelle mani di Roberts.
Doppietta di Kork Ballington in 250 e 350. Nella quarto di litro Graziano Rossi comandò per buona parte la gara prima di cadere consegnando il titolo iridato al sudafricano, il quale fu protagonista di un duello in 350 con il compagno di squadra Gregg Hansford.
Duello serrato in 125 tra Nieto, Dörflinger, Bertin, Massimiani e Bender, da cui uscì vincitore lo spagnolo della Minarelli.
Nelle due categorie dei sidecar, vittoria di Rolf Biland nei sidecar "tradizionali" (B2A) e di Alain Michel in quelli "moderni" (B2B). Il francese in particolare corse il GP con ustioni alle mani rimediate nelle prove per l'incendio di un bidone di benzina.
A margine della gara una quarantina di piloti, guidati da Roberts, Ballington, Ferrari e Chevallier, indissero una conferenza stampa per annunciare la nascita di un campionato mondiale alternativo battezzato World Series.

## Classe 500
40 piloti alla partenza, 19 al traguardo.

### Arrivati al traguardo
| Pos. | Pilota            | Moto   | Tempo      | Punti |
| ---- | ----------------- | ------ | ---------- | ----- |
| 1    | Kenny Roberts     | Yamaha | 42' 56" 72 | 15    |
| 2    | Barry Sheene      | Suzuki | +0" 03     | 12    |
| 3    | Wil Hartog        | Suzuki | +4" 97     | 10    |
| 4    | Virginio Ferrari  | Suzuki | +35" 28    | 8     |
| 5    | Boet van Dulmen   | Suzuki | +36" 82    | 6     |
| 6    | Christian Sarron  | Yamaha | +40" 65    | 5     |
| 7    | Franco Uncini     | Suzuki | +51" 09    | 4     |
| 8    | Philippe Coulon   | Suzuki | +51" 25    | 3     |
| 9    | Marco Lucchinelli | Suzuki | +56" 79    | 2     |
| 10   | John Newbold      | Suzuki | +1' 16" 49 | 1     |
| 11   | Carlo Perugini    | Suzuki | +1' 18" 28 |       |
| 12   | Gianni Rolando    | Suzuki | +1' 19" 91 |       |
| 13   | Peter Sjöström    | Suzuki | +1 giro    |       |
| 14   | Steve Ward        | Suzuki | +1 giro    |       |
| 15   | Keith Huewen      | Suzuki | +1 giro    |       |
| 16   | Max Wiener        | Suzuki | +2 giri    |       |
| 17   | George Fogarty    | Suzuki | +2 giri    |       |
| 18   | Henk de Vries     | Suzuki | +2 giri    |       |
| 19   | Corrado Tuzii     | Suzuki | +2 giri    |       |

### Ritirati
| Pilota             | Moto       | Motivo ritiro            |
| ------------------ | ---------- | ------------------------ |
| Randy Mamola       | Suzuki     |                          |
| Dave Potter        | Suzuki     |                          |
| Johnny Cecotto     | Yamaha     | problemi agli pneumatici |
| Takazumi Katayama  | Honda      | problemi al motore       |
| Steve Parrish      | Suzuki     |                          |
| Michel Rougerie    | Suzuki     |                          |
| John Woodley       | Suzuki     |                          |
| Lennart Bäckström  | Suzuki     |                          |
| Seppo Rossi        | Suzuki     |                          |
| Ron Haslam         | Suzuki     |                          |
| Giovanni Pelletier | Suzuki     |                          |
| Alex George        | Suzuki     |                          |
| Roberto Pietri     | Suzuki     |                          |
| Gerhard Vogt       | Suzuki     |                          |
| Josef Hage         | Suzuki     |                          |
| Ikujiro Takai      | Suzuki     |                          |
| Graham Wood        | Suzuki     |                          |
| Rod Scivyer        | Suzuki     |                          |
| Toni Garcia        | Suzuki     |                          |
| Roger Marshall     | Suzuki     |                          |
| Stan Woods         | Suzuki     |                          |
| Gary Lingham       | Suzuki     |                          |
| Graziano Rossi     | Morbidelli |                          |
| Dennis Ireland     | Suzuki     |                          |
| Mick Grant         | Honda      | caduta                   |

### Non partito
| Pilota          | Moto   |
| --------------- | ------ |
| Jack Middelburg | Suzuki |

## Classe 350

### Arrivati al traguardo
| Pos | Pilota             | Moto          | Tempo      | Punti |
| --- | ------------------ | ------------- | ---------- | ----- |
| 1   | Kork Ballington    | Kawasaki      | 38' 09" 91 | 15    |
| 2   | Gregg Hansford     | Kawasaki      | +1" 49     | 12    |
| 3   | Jeffrey Sayle      | Yamaha        | +1" 79     | 10    |
| 4   | Michel Frutschi    | Yamaha        | +9" 43     | 8     |
| 5   | Roland Freymond    | Yamaha        | +23" 34    | 6     |
| 6   | Michel Rougerie    | Bimota-Yamaha | +23" 34    | 5     |
| 7   | Olivier Chevallier | Yamaha        | +36" 18    | 4     |
| 8   | Tony Head          | Yamaha        | +36" 18    | 3     |
| 9   | Alan North         | Yamaha        | +40" 80    | 2     |
| 10  | Jon Ekerold        | Yamaha        | +46" 20    | 1     |
| 11  | Klaas Hernamdt     | Yamaha        | +51" 95    |       |
| 12  | Sadao Asami        | Yamaha        | +52" 04    |       |
| 13  | Åke Grahn          | Yamaha        | +53" 59    |       |
| 14  | Graham Young       | Yamaha        | +54" 23    |       |
| 15  | Joey Dunlop        | Yamaha        | +1' 00" 54 |       |
| 16  | Eero Hyvärinen     | Yamaha        | +1' 00" 82 |       |
| 17  | Eddy Elias         | Yamaha        | +1' 05" 81 |       |
| 18  | Ian Richards       | Yamaha        | +1' 05" 95 |       |
| 19  | Steve Tonkin       | Yamaha        | +1' 06" 68 |       |
| 20  | Murray Sayle       | Yamaha        | +1' 23" 03 |       |
| 21  | Edi Stöllinger     | Kawasaki      | +1 giro    |       |
| 22  | Warren Willing     | Yamaha        | +1 giro    |       |

### Ritirati
| Pilota             | Moto     | Motivo ritiro            |
| ------------------ | -------- | ------------------------ |
| Éric Saul          | Yamaha   |                          |
| Graeme McGregor    | Yamaha   | caduta                   |
| Patrick Pons       | Yamaha   |                          |
| Barry Ditchburn    | Kawasaki |                          |
| Bengt Elgh         | Yamaha   |                          |
| Didier de Radiguès | Yamaha   |                          |
| Anton Mang         | Kawasaki |                          |
| Bernard Murray     | Yamaha   |                          |
| Mike Crawford      | Yamaha   |                          |
| Yoshimi Matsumoto  | Yamaha   |                          |
| Pentti Korhonen    | Yamaha   |                          |
| Olivier Liégeois   | Yamaha   |                          |
| Vanes Francini     | Yamaha   |                          |
| Peter Labuschagne  | Yamaha   |                          |
| Pekka Nurmi        | Yamaha   |                          |
| Patrick Fernandez  | Yamaha   | rottura della carenatura |
| Christian Estrosi  | Kawasaki |                          |
| Etienne Geeraerdt  | Yamaha   |                          |
| Barry Woodland     | Yamaha   |                          |
| Gianfranco Bonera  | Yamaha   |                          |

## Classe 250
40 piloti alla partenza, 17 al traguardo.

### Arrivati al traguardo
| Pos | Pilota             | Moto      | Tempo      | Punti |
| --- | ------------------ | --------- | ---------- | ----- |
| 1   | Kork Ballington    | Kawasaki  | 38' 58" 65 | 15    |
| 2   | Randy Mamola       | Yamaha    | +23" 82    | 12    |
| 3   | Anton Mang         | Kawasaki  | +23" 96    | 10    |
| 4   | Graeme McGregor    | Yamaha    | +24" 20    | 8     |
| 5   | Roland Freymond    | Yamaha    | +24" 51    | 6     |
| 6   | Olivier Chevallier | Yamaha    | +47" 15    | 5     |
| 7   | Edi Stöllinger     | Kawasaki  | +51" 93    | 4     |
| 8   | Patrick Fernandez  | Yamaha    | +1' 04" 79 | 3     |
| 9   | Christian Estrosi  | Kawasaki  | +1' 04" 89 | 2     |
| 10  | Tony Head          | Yamaha    | +1' 05" 15 | 1     |
| 11  | Eero Hyvärinen     | Yamaha    | +1' 06" 16 |       |
| 12  | Éric Saul          | Adriatica | +1' 12" 06 |       |
| 13  | René Delaby        | Yamaha    | +1' 13" 71 |       |
| 14  | Klaas Hernamdt     | Yamaha    | +1' 17" 81 |       |
| 15  | Graham Young       | Yamaha    | +1' 17" 92 |       |
| 16  | Alan North         | Yamaha    | +1 giro    |       |
| 17  | Steve Tonkin       | Yamaha    | +1 giro    |       |

### Ritirati
| Pilota              | Moto       | Motivo ritiro       |
| ------------------- | ---------- | ------------------- |
| Graziano Rossi      | Morbidelli | caduta              |
| Barry Ditchburn     | Kawasaki   |                     |
| Barry Woodland      | Yamaha     |                     |
| Greg Johnson        | Yamaha     |                     |
| Åke Grahn           | Yamaha     |                     |
| Jean-Marc Toffolo   | Armstrong  |                     |
| Sadao Asami         | Yamaha     |                     |
| Bernard Murray      | Yamaha     |                     |
| Rini van Kasteren   | Yamaha     |                     |
| Paolo Pileri        | Yamaha     |                     |
| Jon Ekerold         | Yamaha     |                     |
| Jean-François Baldé | Kawasaki   |                     |
| Chas Mortimer       | Yamaha     |                     |
| Gregg Hansford      | Kawasaki   | noie all'accensione |
| Ian Richards        | Yamaha     |                     |
| Murray Sayle        | Yamaha     |                     |
| Harald Bartol       | Yamaha     |                     |
| Joey Dunlop         | Yamaha     |                     |
| Hans Müller         | Yamaha     |                     |
| Jeffrey Sayle       | Yamaha     |                     |
| Josef Hage          | Yamaha     |                     |
| Lennart Bäckström   | Yamaha     |                     |
| Frank Steinhausen   | Yamaha     |                     |
| Steve Wright        | Yamaha     |                     |

## Classe 125
40 piloti alla partenza, 19 al traguardo.

### Arrivati al traguardo
| Pos | Pilota                 | Moto       | Tempo      | Punti |
| --- | ---------------------- | ---------- | ---------- | ----- |
| 1   | Ángel Nieto            | Minarelli  | 34' 44" 10 | 15    |
| 2   | Gert Bender            | GB Bender  | +0" 09     | 12    |
| 3   | Guy Bertin             | Motobécane | +0" 12     | 10    |
| 4   | Stefan Dörflinger      | Morbidelli | +4" 03     | 8     |
| 5   | Pier Paolo Bianchi     | Minarelli  | +6" 23     | 6     |
| 6   | Maurizio Massimiani    | MBA        | +8" 79     | 5     |
| 7   | Hans Müller            | MBA Elit   | +9" 24     | 4     |
| 8   | August Auinger         | Morbidelli | +9" 41     | 3     |
| 9   | Bruno Kneubühler       | MBA        | +16" 55    | 2     |
| 10  | Clive Horton           | Morbidelli | +18" 01    | 1     |
| 11  | Thierry Noblesse       | Morbidelli | +22" 49    |       |
| 12  | Ricardo Tormo          | Bultaco    | +28" 18    |       |
| 13  | Peter Looijesteijn     | MBA        | +28" 62    |       |
| 14  | Patrick Plisson        | Morbidelli | +30" 40    |       |
| 15  | Jean-Louis Guignabodet | Morbidelli | +52" 84    |       |
| 16  | Anton Straver          | Morbidelli | +52" 95    |       |
| 17  | Paul Bordes            | Morbidelli | +1' 08" 20 |       |
| 18  | Martin van Soest       | Morbidelli | +1' 08" 41 |       |
| 19  | Patrick Hérouard       | Morbidelli | +1' 08" 69 |       |
| 20  | Walter Rapolani        | Morbidelli | +1 giro    |       |

### Ritirati
| Pilota                 | Moto       | Motivo ritiro |
| ---------------------- | ---------- | ------------- |
| Harald Bartol          | Morbidelli |               |
| Stefan Jansen          | Morbidelli |               |
| Jack Machin            | Morbidelli |               |
| Rino Zuliani           | MBA        |               |
| Jean-François Lecureux | Morbidelli |               |
| Yves Dupont            | Morbidelli |               |
| Per-Edvard Carlsson    | MBA        |               |
| Walter Koschine        | Fantic     |               |
| Jan Huberts            | MBA        |               |
| Matti Kinnunen         | MBA        |               |
| Theo Timmer            | MBA        |               |
| Karl-Thomas Grässel    | MBA        |               |
| Barry Smith            | Morbidelli |               |
| François Granon        | Morbidelli |               |
| Marc-Anton Constantin  | Morbidelli |               |
| Pierluigi Aldrovandi   | MBA        |               |
| Jean-Claude Selini     | MBA        |               |
| Kees van de Ven        | MBA        |               |
| Ernst Fagerer          | Morbidelli |               |
| Rod Scivyer            | Morbidelli |               |

## Classe sidecar B2A
Con questa vittoria, a una gara dalla fine dalla stagione, Rolf Biland si porta a soli 6 punti di svantaggio dal leader della classifica Rolf Steinhausen.

### Arrivati al traguardo
| Pos | Pilota            | Passeggero           | Moto           | Tempo    | Punti |
| --- | ----------------- | -------------------- | -------------- | -------- | ----- |
| 1   | Rolf Biland       | Kurt Waltisperg      | Schmid-Yamaha  | 33'39"4  | 15    |
| 2   | Jock Taylor       | Benga Johansson      | Windle-Yamaha  | 33'46"55 | 12    |
| 3   | Dick Greasley     | John Parkins         | Yamaha         | 33'46"86 | 10    |
| 4   | Werner Schwärzel  | Andreas Huber        | Yamaha         | 34'17"35 | 8     |
| 5   | Rolf Steinhausen  | Kenny Arthur         | KSA-Yamaha     | 34'18"54 | 6     |
| 6   | Walter Ohrmann    | Erich Schmitz        | Yamaha         | 34'26"67 | 5     |
| 7   | Siegfried Schauzu | Lorenzo Puzo         | Busch-Yamaha   |          | 4     |
| 8   | John Barker       | Nick Cutmore         | Yamaha         |          | 3     |
| 9   | Hermann Huber     | Bernhard Schappacher | Krauser-Yamaha |          | 2     |
| 10  | Kalevi Rahko      | Kari Laatikainen     | Yamaha         |          | 1     |

## Classe sidecar B2B
Per le motocarrozzette "moderne" si trattò della 3ª gara effettuata dall'istituzione della classe.
Pole position di Rolf Biland/Kurt Waltisperg (LCR-Yamaha); giro più veloce di Alain Michel/Michael Burkhard (Seymaz-Yamaha).
Dopo due vittorie, questa volta l'equipaggio Rolf Biland-Kurt Waltisperg si ritira nelle prime fasi di gara
. Bruno Holzer, 2º, si porta in testa alla classifica con 36 punti, davanti a Biland fermo a 30. 

### Arrivati al traguardo
| Pos | Pilota                | Passeggero        | Moto          | Tempo    | Punti |
| --- | --------------------- | ----------------- | ------------- | -------- | ----- |
| 1   | Alain Michel          | Michael Burkhard  | Seymaz-Yamaha | 37'24"57 | 15    |
| 2   | Bruno Holzer          | Karl Meierhans    | LCR-Yamaha    | 38'22"87 | 12    |
| 3   | Masato Kumano         | Isao Arifuku      | Yamaha        | 38'55"89 | 10    |
| 4   | Heinz Luthringshauser | Karl Paul         | Yamaha        | +1 giro  | 8     |
| 5   | Yvan Trolliet         | Marc Petel        | Seymaz-Yamaha |          | 6     |
| 6   | Bernard Chabert       | Patrice Daire     | CB-Yamaha     |          | 5     |
| 7   | Cees Smit             | Charles Vroegop   | Seymaz-Yamaha |          | 4     |
| 8   | Klaus Sprengel        | Derek John Booth  | Suzuki        |          | 3     |
| 9   | Steve Sinnott         | John Horspole     | Yamaha        |          | 2     |
| 10  | Rudolf Reinhard       | Karin Sterzenbach | GEP-Yamaha    |          | 1     |